# بوسيليغراد
بوسيليغراد (Босилеград) هي مدينة وبلدية في مقاطعة بتشينيا في جنوب صربيا. وتبلغ مساحة البلدية 571 كيلومتر مربع. وفقا لتعداد عام 2011، يبلغ عدد سكانها 8,129 نسمة، في حين أن المدينة بها 2,624 نسمة.